# Gustav Pomaroli
Gustav Pomaroli (* 29. Mai 1884 in Winklern, Kärnten; † 23. November 1961 in Villach, Kärnten) war ein österreichischer Lehrer, Autor und Politiker (SDAP/SPÖ).

## Biographie
Nach Besuch der Volksschule absolvierte Gustav Pomaroli die Oberrealschule in Graz, an der er im Jahr 1903 maturierte. Danach studierte er Mathematik und Geometrie. 1909 legte er die Lehramtsprüfung ab, 1912 wurde er promoviert. Bereits 1910 fand er Anstellung als Lehrer für Mathematik und Darstellende Geometrie am Gymnasium in Villach. In diesem Beruf war er bis 1945 als Gymnasialprofessor tätig. 1935 erhielt er den Berufstitel Studienrat.
1916 publizierte er das im Wiener Verlag Deuticke veröffentlichte Sachbuch Übungsbuch der darstellenden Geometrie für Realgymnasien. Es erschien in zwei Bänden. 1931 war er Mitautor des Bildbandes Die Stadt Villach, das im Deutschen Kommunal-Verlag herausgegeben wurde.
Seine politische Karriere begann Pomaroli in Villach: von 1920 bis 1933 war er Bürgermeister der Kärtener Gemeinde. Die von dem Rechtsanwalt Ludwig Aichelberg stammende Idee einer Seilbahn auf die Kanzelhöhe wurde von Bürgermeister Gustav Pomaroli unterstützt, von Luis Zuegg projektiert und 1928 umgesetzt.
1927 wurde Pomarolier für die SDAP zum Abgeordneten im Kärntner Landtag gewählt. Im Januar 1931 wurde er für die Sozialdemokratische Arbeiterpartei Deutschösterreichs (SDAP), dem Vorläufer der heutigen SPÖ, in den Bundesrat entsandt. Dort war Pomaroli bis zum Verbot der SDAP nach den Februarkämpfen 1934 und dem freiwilligen Anschluss Österreichs an Nazideutschland tätig.

## Schriften
- Analytische Darstellung der Durchmesser von Raumkurven III. Ordnung. Dissertation, Universität Graz, 1912 (handschriftlich)